# Governo Saint-Hérem
Il Governo Saint-Hérem è stato il ventunesimo esecutivo del Regno di Francia, in carica tra il 3 settembre 1790 al 29 novembre 1791, ultimo sotto la monarchia assoluta.
Si formò a seguito delle dimissioni del Governo Necker II. Durante questo governo avvenne una grande riforma dei ministeri. Guidato dal ministro degli esteri Armand Marc de Montmorin-Saint-Hérem tentò in ogni modo di fermare la Rivoluzione francese, ma non riuscì ad impedire la promulgazione della Costituzione francese del 1791 e fu licenziato. 
Fu succeduto da un governo presieduto direttamente da Luigi XVI, primo a giurare fedeltà alla Costituzione di fronte alla neonata Assemblea nazionale legislativa.

## Composizione
| Presidenza                                       | Presidenza | Presidenza                                 | Presidenza                              | Presidenza | Presidenza |
| Segretariato                                     | Titolare   | Titolare                                   | Titolare                                | Partito    |            |
| ------------------------------------------------ | ---------- | ------------------------------------------ | --------------------------------------- | ---------- | ---------- |
| Principale Ministro di Stato                     |            | Armand Marc de Montmorin-Saint-Hérem       |                                         |            |            |
| Ministri                                         |            |                                            |                                         |            |            |
| Segretariato                                     | Titolare   | Titolare                                   | Titolare                                | Partito    |            |
| Ministro della Giustizia e Guardiano dei Sigilli |            | carica non assegnata                       |                                         |            |            |
| Ministro degli affari interni                    |            | François-Emmanuel Guignard de Saint-Priest | fino al 25 gennaio 1791                 |            |            |
| Ministro degli affari interni                    |            | Claude Antoine de Valdec de Lessart        | dal 25 gennaio 1791                     |            |            |
| Segretario di stato per gli affari esteri        |            | Armand Marc de Montmorin-Saint-Hérem       |                                         |            |            |
| Segretario di stato per la guerra                |            | Louis le Bègue du Presle Duportail         |                                         |            |            |
| Ministro della marina e delle colonie            |            | Charles Pierre Claret de Fleurieu          | fino al 17 maggio 1791                  |            |            |
| Ministro della marina e delle colonie            |            | Antoine Jean Marie Thévenard               | dal 17 maggio 1791 al 18 settembre 1791 |            |            |
| Ministro della marina e delle colonie            |            | Claude Antoine de Valdec de Lessart        | dal 18 settembre 1791                   |            |            |
| Ministro delle finanze                           |            | Claude Antoine de Valdec de Lessart        |                                         |            |            |